# Донаторський портрет
Донаторський портрет або вотивний портрет (від лат. ex voto, пожертва у знак подяки чи виконання обітниці) — тип портрета, де зображується замовник твору мистецтва (донатор), також член сім'ї замовника чи (набагато рідше) цілої сім'ї таких замовників. Термін «донаторський портрет» зазвичай стосується портрета або портретів лише донора, як частини більшого твору, тоді як «вотивний портрет» часто може стосуватися цілого твору мистецтва, призначеного для ex-voto, включаючи, наприклад, Мадонну, особливо якщо донор є дуже відомим. Як зазначає А. М. Робертс, ці терміни не дуже послідовно використовуються мистецтвознавцями і можуть також застосовуватися до менших релігійних сюжетів, які, ймовірно, були зроблені для того, щоб залишитись у замовника, а не для того, щоб пожертвувати їх церкві.
Портрети донаторів дуже поширені в релігійних захдноєвропейських творах мистецтва, особливо в живописі доби Середньовіччя та Ренесансу. Донатор зазвичай зображений на колінах на передньому плані зображення. Часто, навіть наприкінці епохи Ренесансу, портрети донорів, особливо цілих родин, зображували у значно меншому масштабі, ніж головні фігури, всупереч лінійній перспективі. До середини 15 століття донаторів почали зображати інтегрованими в основну сцену, як сторонніх спостерігачів і навіть учасників.

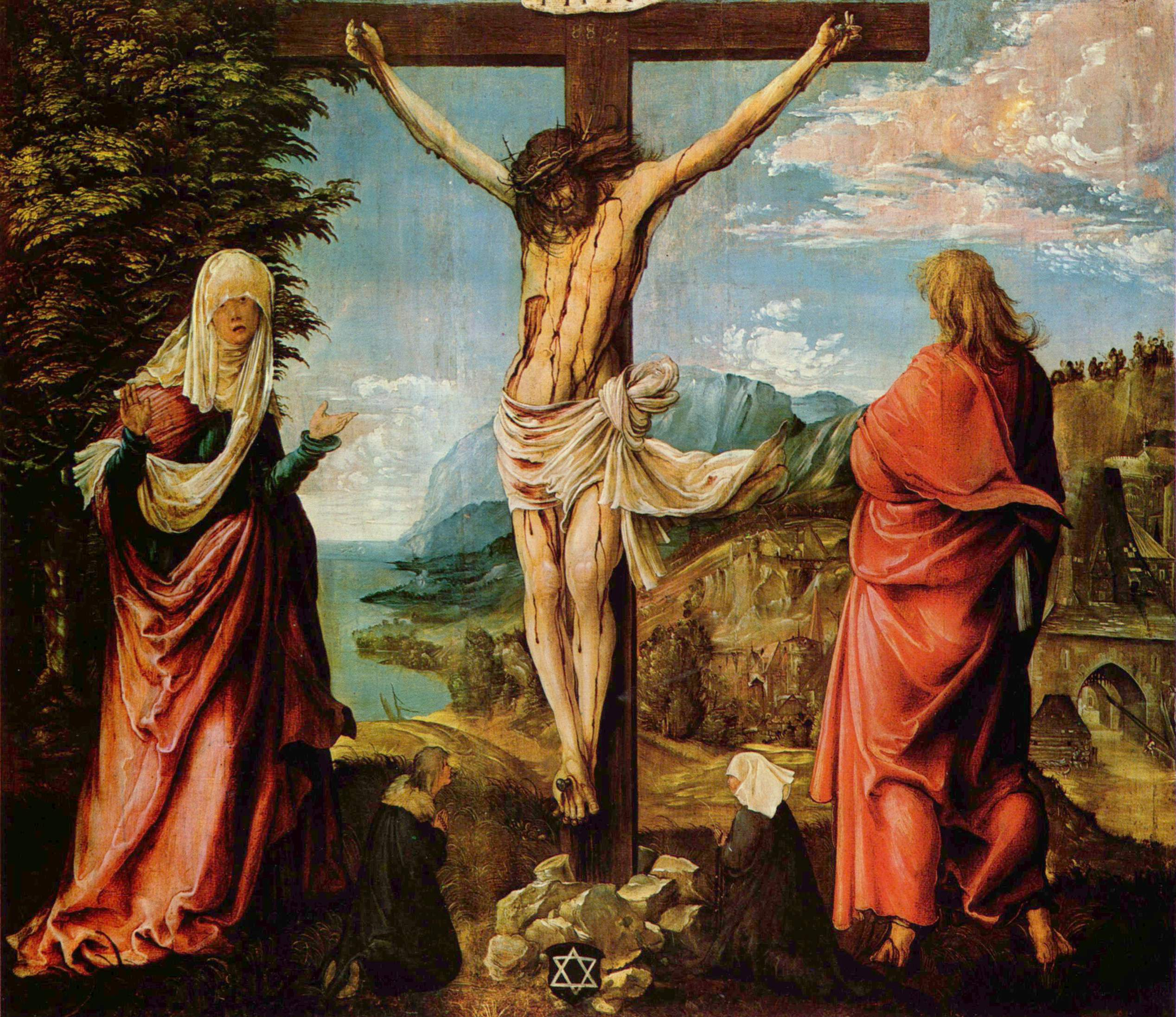
«Розп'яття» Альбрехта Альтдорфера, бл. 1514 р., з крихітною парою донаторів біля ніг головних фігур.

Назва донатора в православній традиції — ктитор.

## Історія
Портрети донаторів мають безперервну історію з пізньої античності. Таким є портрет у візантійському трактаті про рослини та птахів, відмому пд назвою «Віденський Діоскорид» (стврений близько 515 року н.е.) цілком може відображати давню класичну традицію, так само як і авторські портрети, знайдені в тому ж трактаті. На картині в катакомбах Коммоділли 528 року зображено Богородицю з Немовлям на троні, оточену двома святими, з Туртурою, жінкою-донатором, перед лівим святим, який поклав руку їй на плече; дуже схожі композиції створювалися тисячоліттям пізніше
Ще однією традицією, яка тягнеться з дохристиянських часів, були королівські або імператорські зображення, що показували правителя з релігійною фігурою, зазвичай Христом або Дівою Марією у християнських прикладах, причому божественні та королівські фігури зображувалися у певний спосіб спілкуючись між собою. Хоча жоден з них не зберігся, існують літературні свідчення про портрети донорів у невеликих каплицях ранньохристиянського періоду, які, ймовірно, продовжували традиції язичницьких храмів.
Мозаїчні панно 6-го століття в базиліці Сан-Вітале в Равенні з зображенням імператора Юстиніана I та імператриці Теодори з придворними не належать до того типу зображень, де правитель отримує божественне благословіння, але на кожному з них зображено одного з імператорського подружжя, який впевнено стоїть з групою придворних і дивиться на глядача. 
У наступні століття, окрім королівських осіб, найчастіше зображувались як дарувальники єпископи, абати та інші священнослужителі, і вони залишалися широко представленими і в пізніші періоди.

Портрети донаторів-аристократів і багатих торговців - стали поширеним явищем у 15 столітті. Дуже поширеним нідерландським форматом середини 15 століття був невеликий диптих із Мадонною з Немовлям, зазвичай на лівому крилі, і «донатором» на правому - донатор тут виступав у ролі власника, оскільки ці портрети зазвичай призначалися для зберігання в домі замовника. У деяких з цих робіт портрет первісного власника був зафарбований портретом пізнішого власника.
Особливою умовністю в ілюстрованих манускриптах був «презентаційний портрет», де рукопис починався з фігури, часто навколішки, яка представляла рукопис його власникові, або іноді власникові, який замовляв книгу. Особа, що презентує, може бути придворним, який робить подарунок своєму князю, але часто це автор або переписувач, і в цих випадках одержувач фактично платив за рукопис.

## Галерея

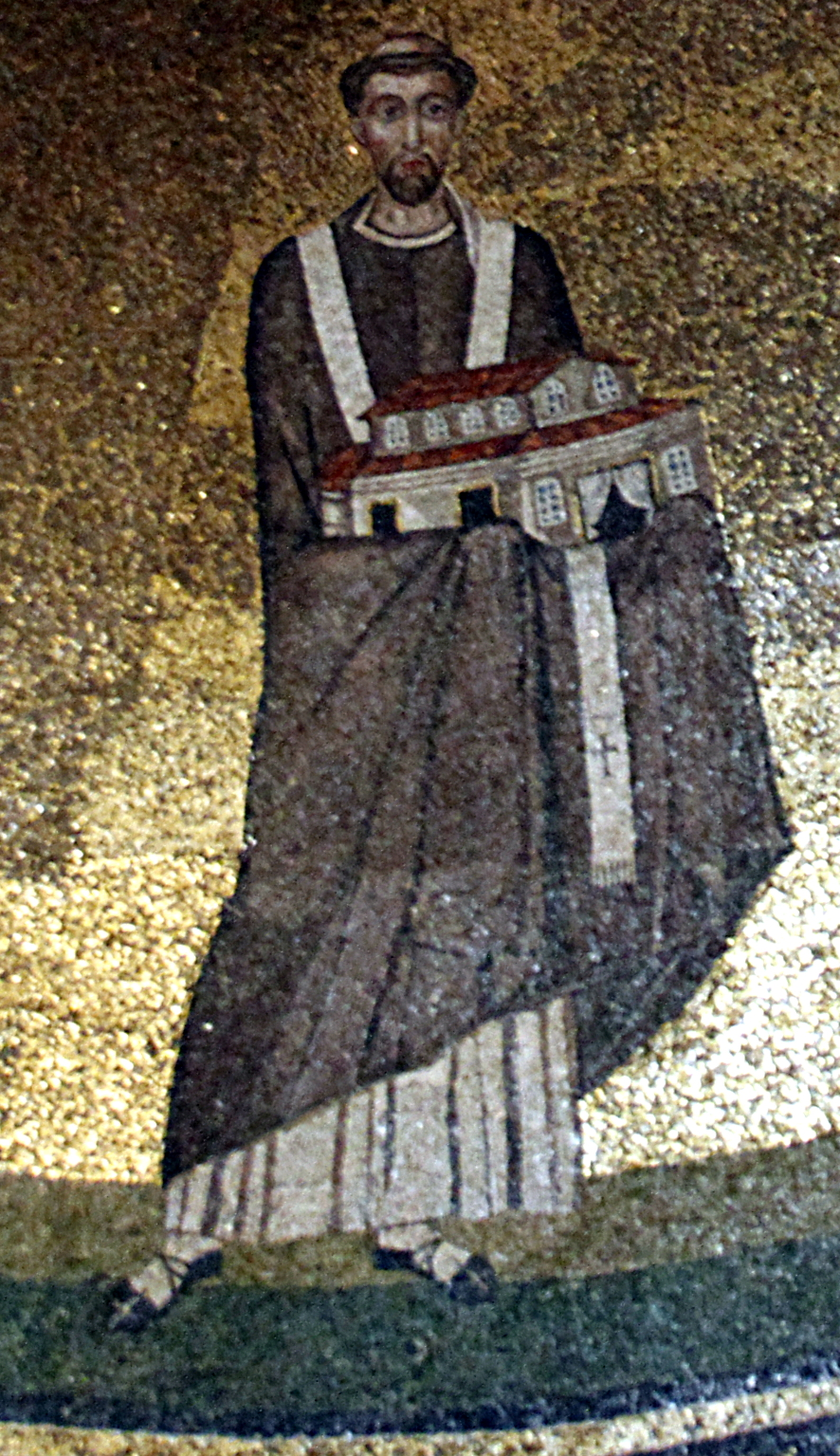
Папа Гонорій I (помер 638 р.) з моделлю церкви, яку він збудував. Мозаїка в Сант-Аньєзе-фуорі-ле-Мура в Римі.
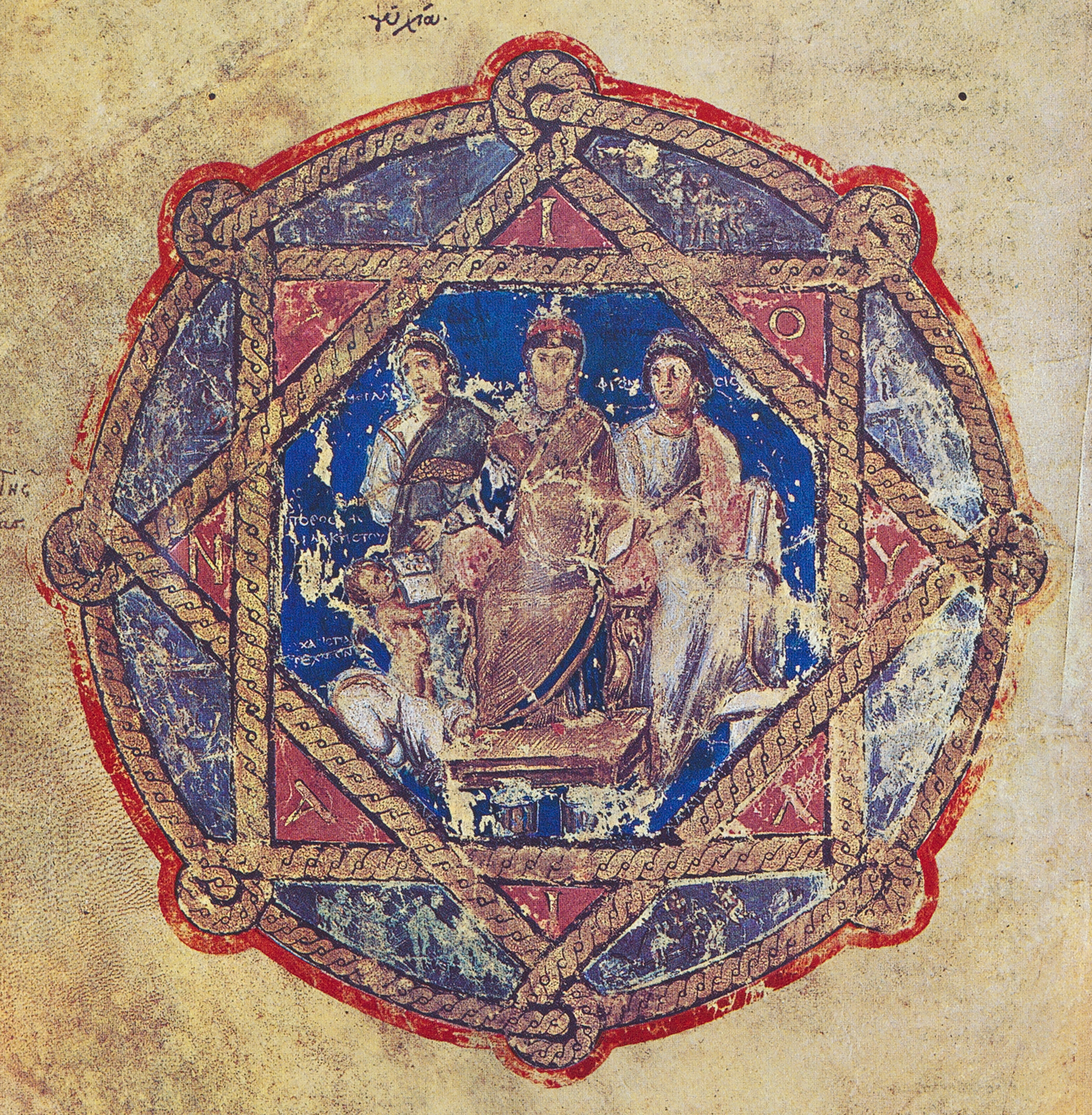
Портрет донаторки Аніції Юліани, візантійської матрони, яка замовила ілюстрований манускрипт, відомий як «Віденський Діоскорид», 6 ст.
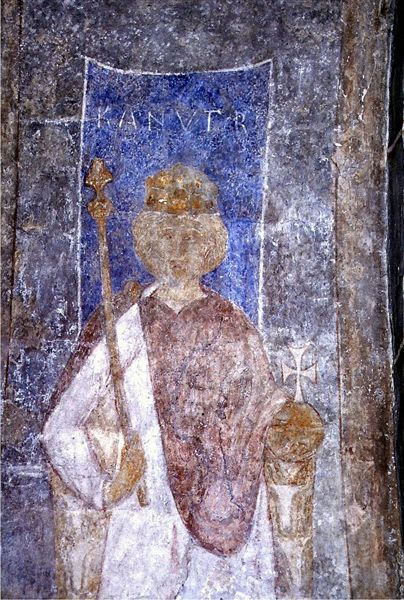
Фреска 12 століття з портретом донатора, короля Данії Кнуда VI. Церква у м. Стехаг. Швеція.
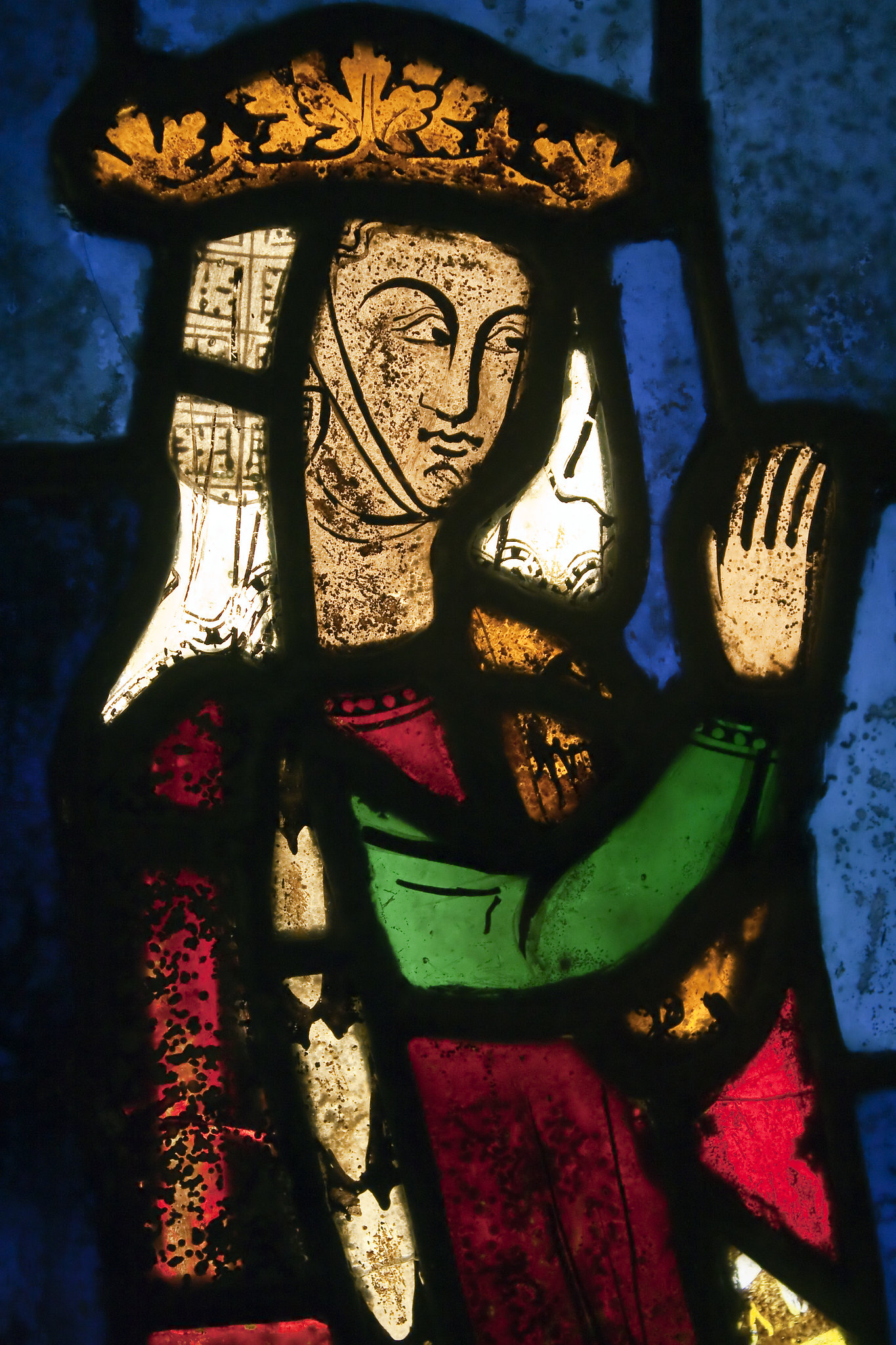
Вітраж із зображенням Беатриси Фалькенбурзької (померла 1277 року) як благодійниці ранцисканців, є найдавнішим збереженим вітражним портретом донатора (Зібрання Баррела, Музей в Ґлазґо, Шотландія).
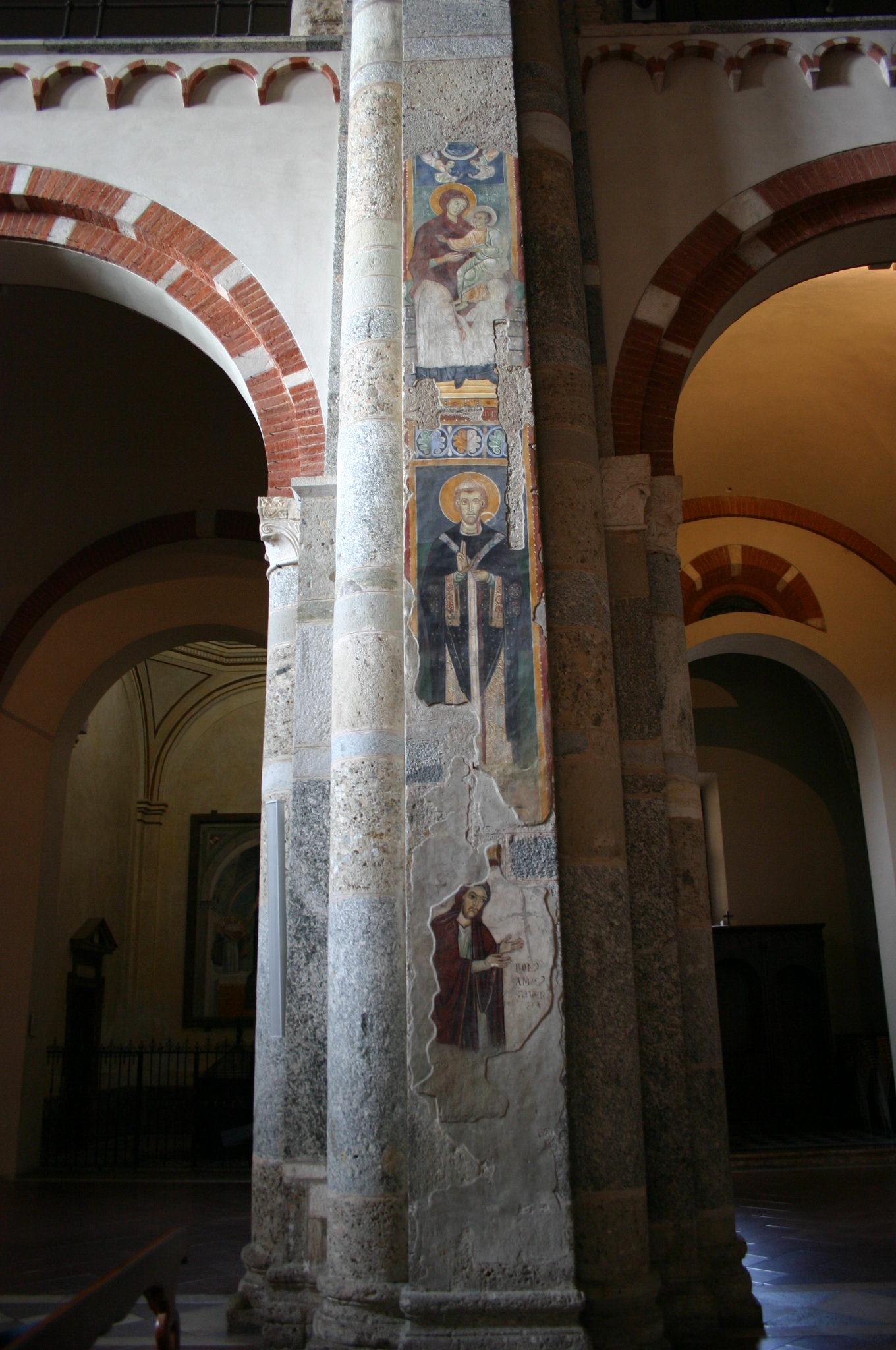
Фрески 13 століття з Мілану: Мадонна з Немовлям, святий Амвросій та донор Бонаміко Таверна.
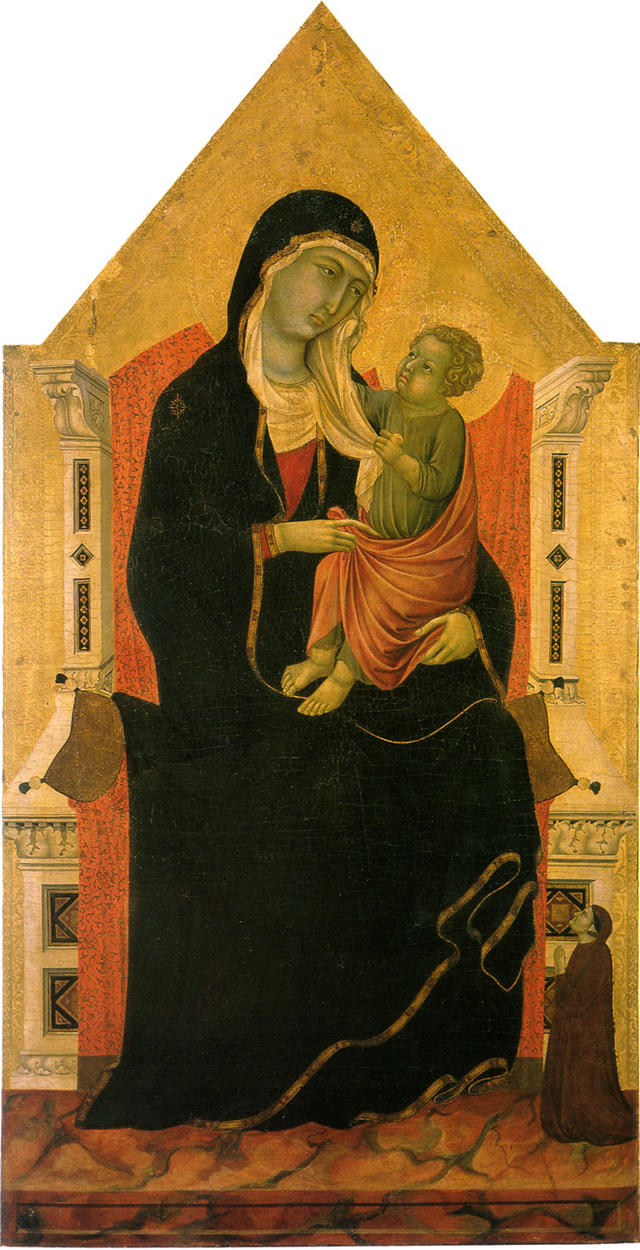
Донор біля трону Мадонни з Немовлям, бл. 1335 р.
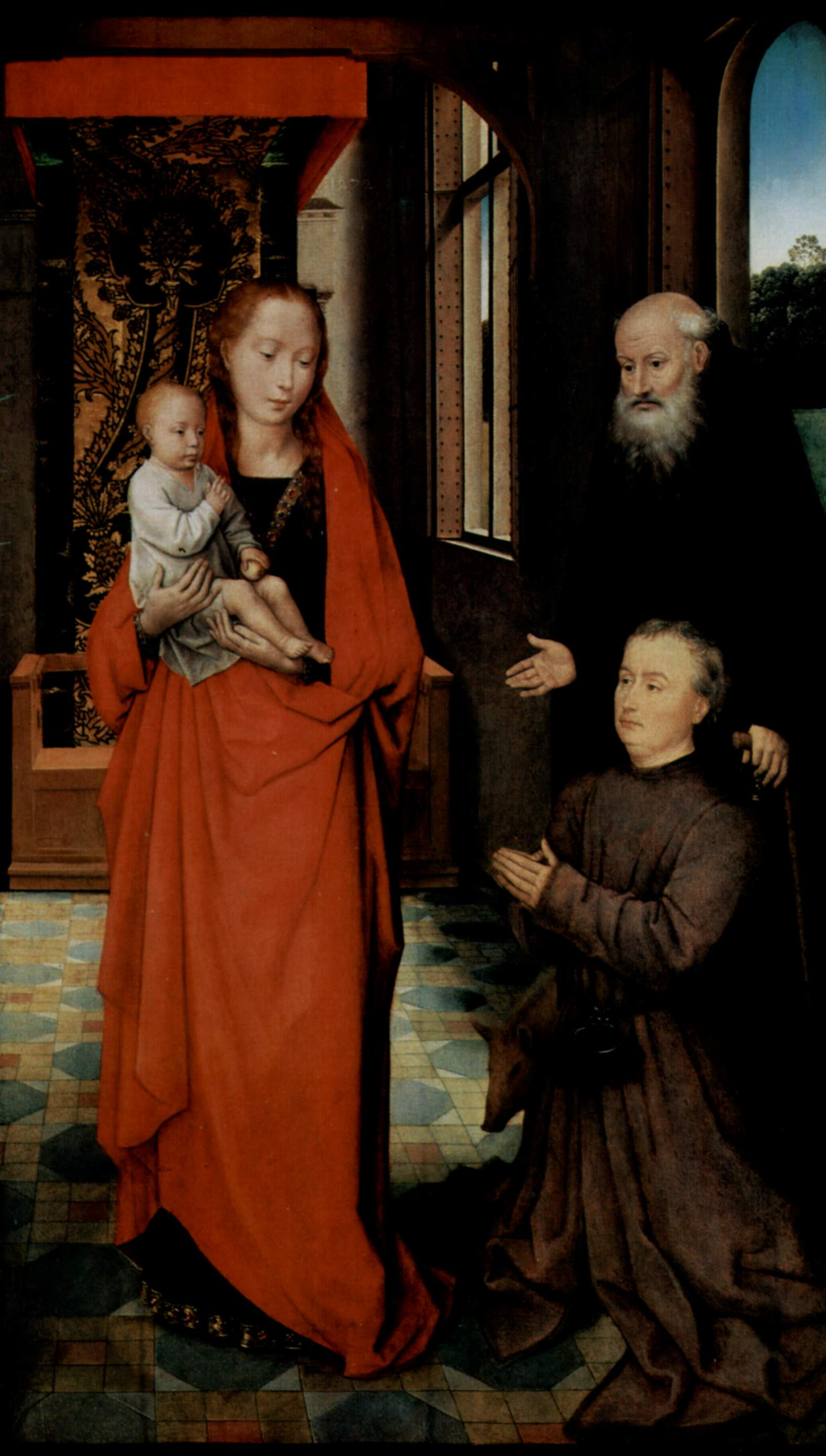
Ганс Мемлінг; Мадонна доброзичливо дивиться на жертводавця, якого представляє святий Антоній Великий і благословляє Христос-Немовля
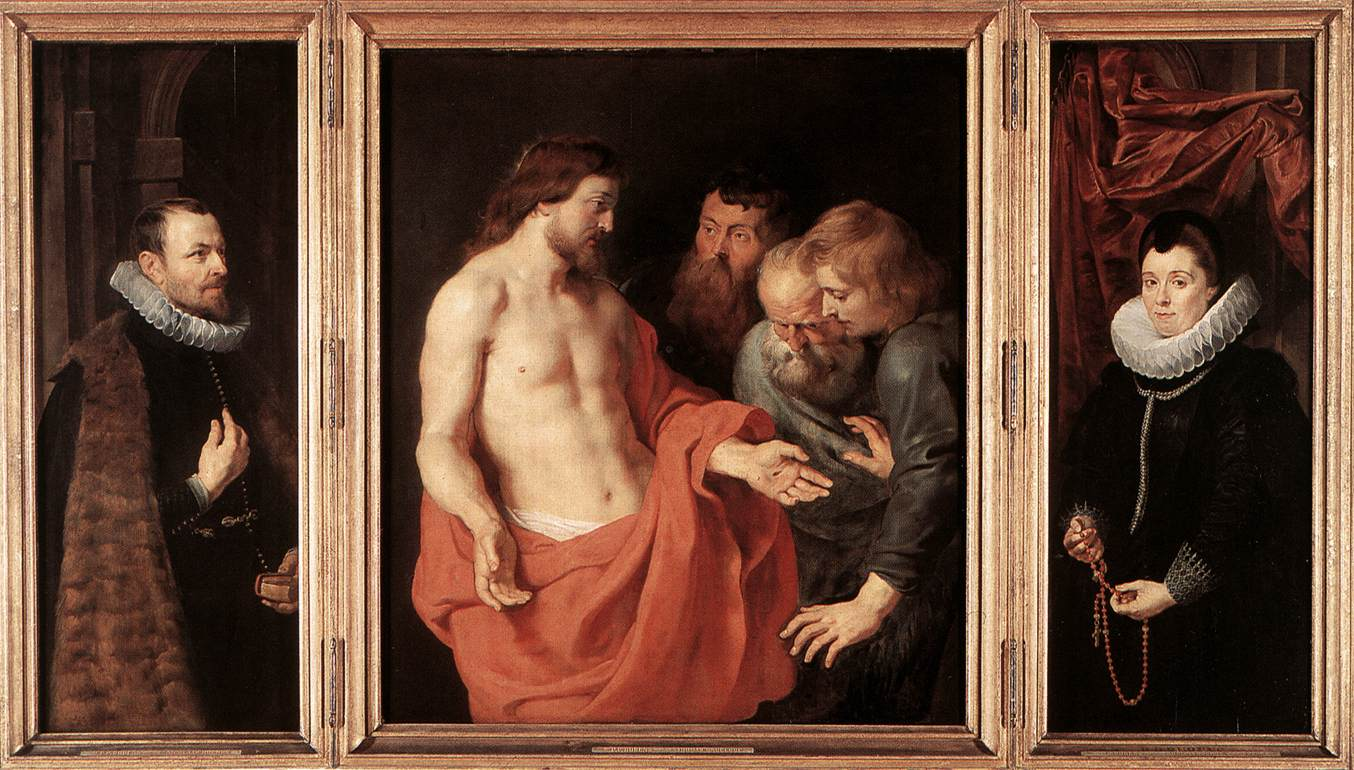
Рубенс, Триптих Рококса, 1613–15
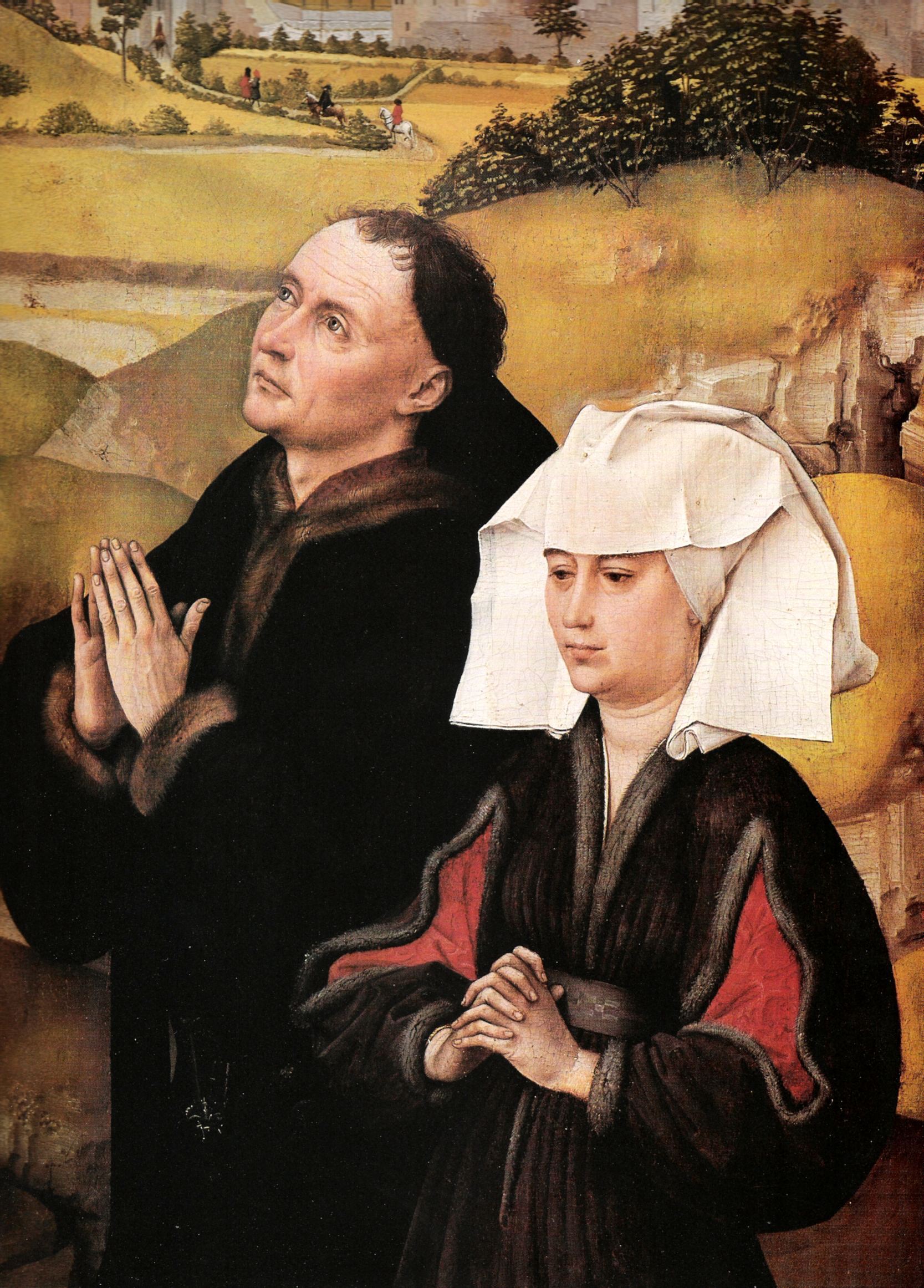
Худ. Рогір ван дер Вейден: Подружжя донаторів. Триптих «Розп'яття». Центральна панель. Близько 1440–1445. Музей історії мистецтв. Відень